# Mirele Efros (1939)
Mirele Efros ist ein jiddischsprachiger Spielfilm aus den Vereinigten Staaten aus dem Jahr 1939. Er basiert auf dem gleichnamigen Theaterstück von Jakob Gordin aus dem Jahr 1898.

## Handlung
Mirele führt ihre Familie streng, die Schwiegertochter Shaindl wehrt sich. Es kommt zur Trennung. Nach zehn Jahren soll es anlässlich der Bar Mizwa des Enkelsohnes eine Versöhnung geben.

## Produktion
In einer Zeit des Booms jiddischer Filme in den Vereinigten Staaten wurde dieses sehr beliebte Theaterstück erneut verfilmt. 1912 hatte es in Polen bereits einen Stummfilm mit dem Titel Mirele Efros gegeben.